# Distrito histórico de South River Drive
El Distrito histórico de South River Drive (en inglés: South River Drive Historic District) es un distrito histórico ubicado en Miami, Florida. El Distrito histórico de South River Drive se encuentra inscrito como un Distrito Histórico en el Registro Nacional de Lugares Históricos desde el 10 de agosto de 1987.  

## Ubicación
El Distrito histórico de South River Drive se encuentra dentro del condado de Miami-Dade en las coordenadas 25°46′20″N 80°12′06″O / 25.772222, -80.201667.